# Rhinocladium dingleyae
Rhinocladium dingleyae är en svampart som beskrevs av S. Hughes 1980. Rhinocladium dingleyae ingår i släktet Rhinocladium, divisionen sporsäcksvampar och riket svampar.   Inga underarter finns listade i Catalogue of Life.